# Payable on Death (álbum)
Payable on Death é o quinto álbum de estúdio da banda californiana de new metal, P.O.D., lançado em 2003 pela gravadora Atlantic Records e último álbum produzido por Howard Benson até Murdered Love em 2012. Após a saída do guitarrista Marcos Curiel, foi o primeiro álbum a ter Jason Truby como guitarrista da banda.
Vendeu mais de 1 milhão de cópias[carece de fontes?] em todo o mundo e ficou no 9° lugar na Billboard.

## Faixas
1. "Wildfire" - 3:15
2. "Will You" - 3:47
3. "Change The World" - 3:03
4. "Execute The Sounds" - 3:01
5. "Find My Way" - 3:09
6. "Revolution" - 3:25
7. "The Reasons" - 3:44
8. "Freedom Fighters" - 4:12
9. "Waiting On Today" - 3:06
10. "I And Identify" - 3:15
11. "Asthma" - 4:01
12. "Eternal" - 6:21
13. "Sleeping Awake" - 2:26

Notas: Nas versões australiana e japonesa do álbum, a música "Space (Phatheads Remix)" é uma faixa bônus. Nas primeiras cópias a música "Space" não existia no álbum, mas era possível ser baixada da internet a partir do CD. Em algumas versões a música "Sleeping Awake" é uma faixa bônus.

## Singles
1. "Will You" (2003)

## Participações de Outros Artistas
- Phil Keaggy - Solo na música "Revolution" e violão na música "Eternal".